# Lăluț
Lăluț este un nume de familie românesc, întâlnit de obicei în Ardeal. Este un regionalism din zona centrală a Transilvaniei pentru cuvântul „scrânciob”, care înseamnă leagăn de lemn.